# 徐源 (天順進士)
徐源（1432年—？），字本清，錦衣衛鎮撫司人，軍籍，明朝政治人物。進士出身。

## 生平
順天府鄉試第四名。天順元年（1457年）丁丑科會試第二十三名，殿試登進士第三甲第八十七名。五年二月擢授户部主事，六年八月因户部粮銀被盗，贬永州府通判。成化年間，復升户部主事，升郎中，出任泉州府知府。改嘉兴府知府，成化十七年八月升四川左参政。

## 家族
曾祖父徐海。祖父徐亮。父亲徐銘。